# Dee Bateman
Dee Bateman (Barrow-in-Furness, Cumbria, 26 november 1966) is een Engels dartster die uitkomt voor de WDF. Ze is de partner van Caller Rab Butler.
Bateman maakte haar debuut op de World Professional Darts Championship 2008, waarin ze verloor van de latere winnares Anastasia Dobromyslova met 0–2. Ook haalde Bateman de halve finale van de Winmau World Masters in 2009. Ze won onder andere van landgenoot Karen Lawman en de Schotse Anne Kirk. Ze verloor in die halve finale van Linda Ithurralde die ook het toernooi zou winnen.

## Resultaten op Wereldkampioenschappen

### BDO
- 2008: Kwartfinale (verloren van Anastasia Dobromyslova met 0–2)
- 2016: Laatste 16 (verloren van Trina Gulliver met 0-2)